# ジンジャークッキー

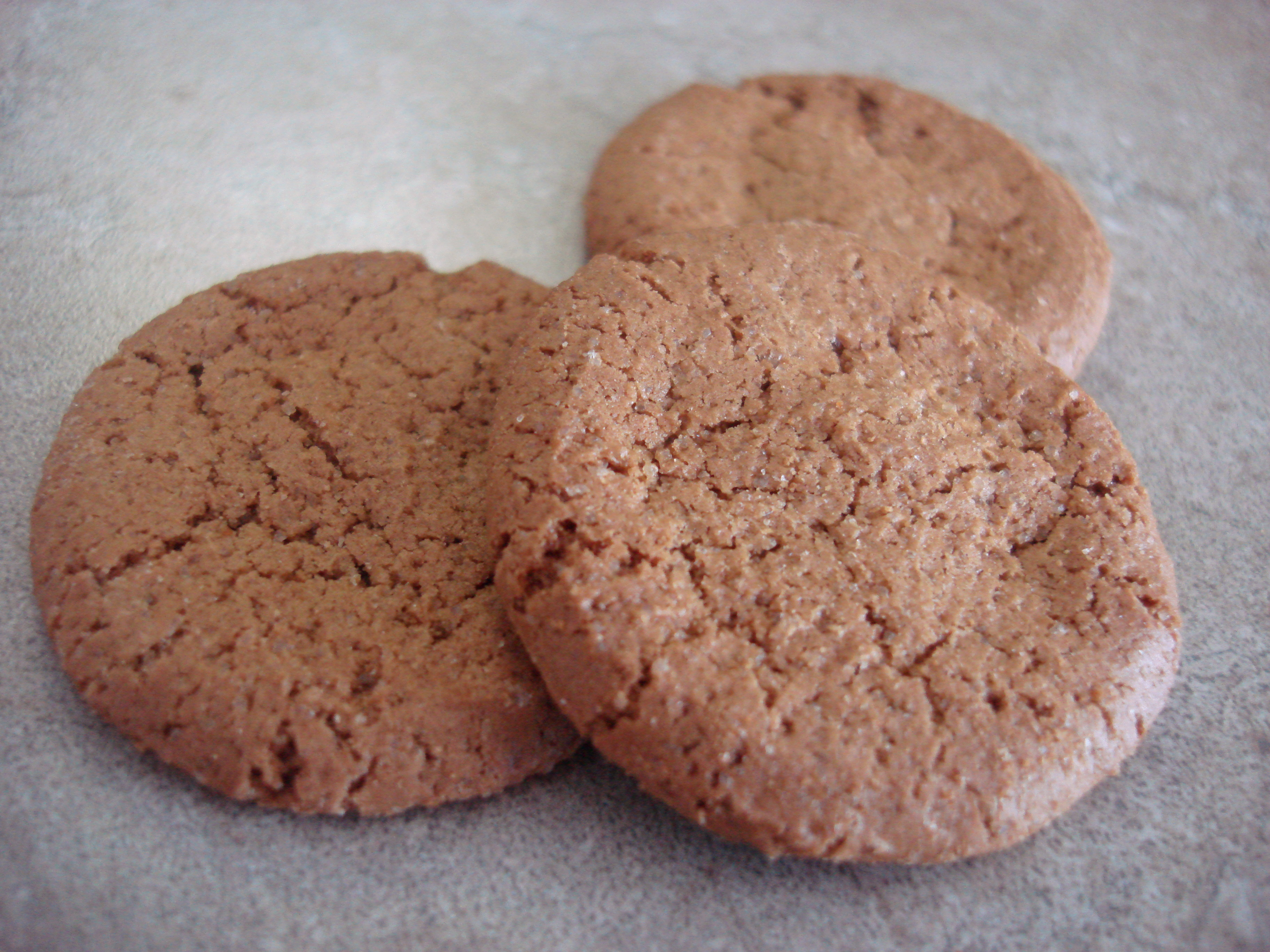
ジンジャークッキー

ジンジャークッキー (ginger cookie) は、生姜を入れたクッキーの一種で、クッキーの中でも伝統的なものである。
「ジンジャービスケット (ginger biscuit)」、アメリカでは「ジンジャースナップ (gingersnap)」などとも呼ばれる。
ジンジャーブレッドとも混同され、事実、両者の違いは必ずしも明確ではない。

## 概要

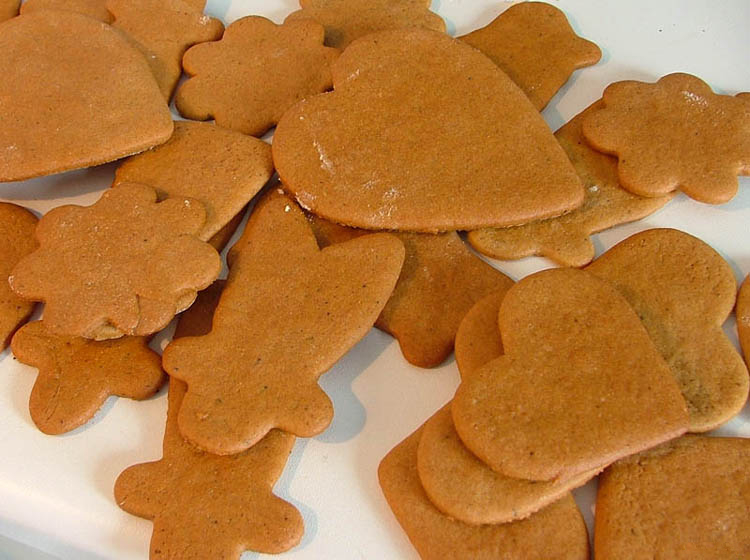
ジンジャーシン

ヨーロッパ各地に見られる香辛料を用いた菓子の一つである。生姜は香りを強くしたい場合はすりおろしたものを、控え目にしたい場合はジンジャーパウダー（ショウガの乾燥粉末）を使う。生姜以外にもアニス、シナモン、ナツメグなどの香辛料やバニラやココアを入れることもある。また甘味を付けるのに黒砂糖やはちみつを使うことが多い。
またジンジャークッキーはアメリカ風にやや厚くして焼く場合と北欧風に薄くして焼く場合がある。薄く焼き上げる場合は「ジンジャーシン(ginger thin)」とも呼ぶ。
ジンジャークッキーはつわりに効く食べ物として知られている。

## ジンジャーブレッドマン

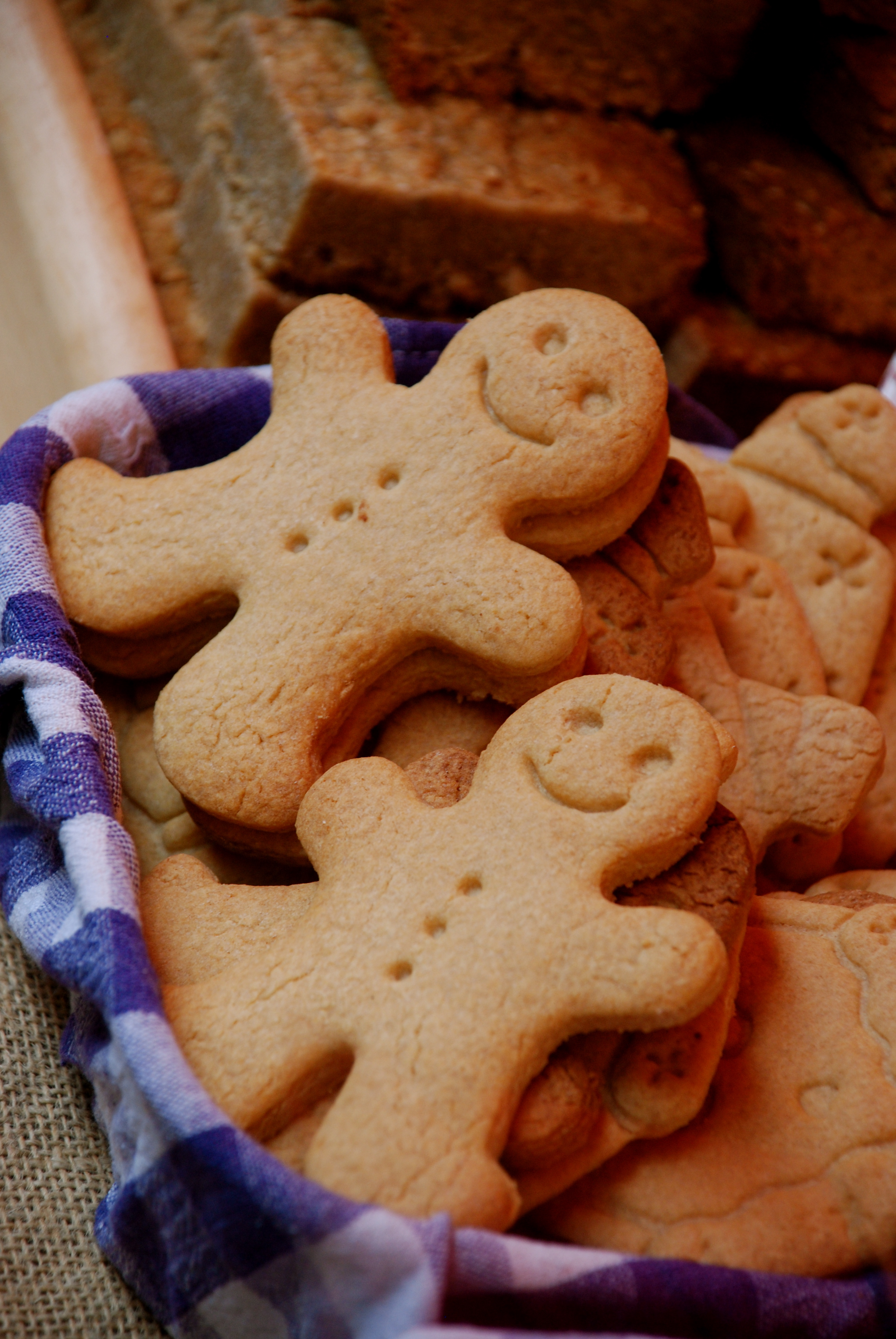
ジンジャーブレッドマン

ジンジャークッキーは人の形や子供の形に焼き上げられることが多く、この場合は「ジンジャーブレッドマン（複数形の場合は「-ブレッドメン」）」あるいは単に「ジンジャークッキー」と呼ばれる。
ジンジャーブレッドマンはキャンディケイン（杖の形をした飴）とともにクリスマスツリーの飾り付けにも使われる。
生姜が入っていなくても人の形をしていれば「ジンジャーブレッドマン」と呼ぶこともある。
人の形に焼き上げるようになった由来としてはいくつかの説があり、生姜を病気予防のため食べることを広めたイギリスのヘンリー8世を表しているというものや、クリスマスのごちそうを買えない人がクッキーでごちそうをかたどったものを作ったことからというものがある。

## ジンジャーブレッドハウス

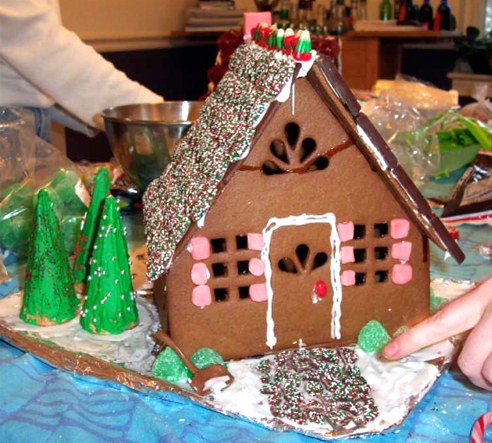
ジンジャーブレッドハウスの一例

ジンジャーブレッドハウスまたはヘクセンハウスはジンジャークッキーで作られた家型の洋菓子で、グリム兄弟の童話『ヘンゼルとグレーテル』に登場する「お菓子の家」のモデルとされる。
ジンジャークッキーで家の壁や屋根を作り、粉砂糖と卵白、レモン汁などで作った接着剤で貼り合わせて作る。さらに粉砂糖やアイシング、レーズンやアーモンド、ジンジャーキャンディーなどで飾り付けることもある。
より芸術性と保存性を高めるため、食用には適さない粘土状の生地でジンジャーブレッドハウスを作ることもある。